# Zdzisław Hoffmann
Zdzisław Hoffmann (ur. 27 sierpnia 1959 w Świebodzinie) – polski lekkoatleta trójskoczek, mistrz świata z Helsinek.

## Osiągnięcia
Zdobył złoty medal podczas Mistrzostw Świata w Helsinkach 1983 po zaciekłym boju z Amerykaninem Willie Banksem, uzyskując wynik 17,42 m. Startował także na igrzyskach olimpijskich w Moskwie 1980 (odpadł w eliminacjach) i w Mistrzostwach Świata w Rzymie 1987 (zajął 12. miejsce). Cztery razy był mistrzem Polski na otwartym stadionie (1981, 1983, 1984 i 1989) i pięć razy w hali (1980, 1983, 1984, 1987 i 1988).
Między 1983 a 1985 sześciokrotnie poprawiał rekord Polski. Jego rekord życiowy 17,53 m jest aktualnym rekordem Polski na otwartym stadionie. Był zwycięzcą Plebiscytu Przeglądu Sportowego 1983 i zdobywcą Złotych Kolców w tym samym roku. Startował w barwach AZS Zielona Góra, Lubtouru Zielona Góra, Śląska Wrocław i Legii Warszawa.
Po zakończeniu kariery został przedsiębiorcą. Był opiekunem profesjonalnej grupy lekkoatletycznej Samsung Team. Jego syn – Karol także jest trójskoczkiem.
Postanowieniem prezydenta RP Aleksandra Kwaśniewskiego z 14 grudnia 1999 został odznaczony Złotym Krzyżem Zasługi za zasługi dla rozwoju sportu, za osiągnięcia w działalności na rzecz Polskiego Związku Lekkiej Atletyki.

## Rekordy życiowe
- skok w dal – 8,09 m (Warszawa, 14 maja 1983) – 12. wynik w historii polskiej lekkoatletyki[3]
- trójskok (stadion) – 17,53 m (Madryt, 4 czerwca 1985 – aktualny rekord Polski[3]) oraz 17,55 m (9 czerwca 1984, Warszawa). Podczas tego skoku wiał sprzyjający zawodnikowi wiatr o prędkości +3,6 m/s (aby wynik mógł być uznany za oficjalny wiatr nie może przekraczać +2,0 m/s)
- trójskok (hala) – 16,67 m (Zabrze, 19 lutego 1984)